# Берлингејм (Канзас)
Берлингејм (енгл. Burlingame) град је у америчкој савезној држави Канзас.

## Демографија
По попису из 2010. године број становника је 934, што је 83 (-8,2%) становника мање него 2000. године.
| Група             | 2000.         | 2010.       |
| Белци             | 1.000 (98,3%) | 902 (96,6%) |
| Афроамериканци    | 3 (0,3%)      | 1 (0,1%)    |
| Азијати           | 0 (0,0%)      | 0 (0,0%)    |
| Хиспаноамериканци | 6 (0,6%)      | 10 (1,1%)   |
| Укупно            | 1.017         | 934         |